# Atrichopogon rusticus
Atrichopogon rusticus är en tvåvingeart som först beskrevs av John William Scott Macfie 1939.  Atrichopogon rusticus ingår i släktet Atrichopogon och familjen svidknott. Inga underarter finns listade i Catalogue of Life.